# Nacionalismo económico
El nacionalismo económico es una política económica que prioriza la intervención estatal en la economía, incluyendo políticas como el control interno, la compra de bienes nacionales y el uso de aranceles y restricciones en la mano de obra, la inmigración, los bienes y el movimiento de capitales. La creencia fundamental del nacionalismo económico es que la economía debe servir a los objetivos nacionalistas.
Los nacionalistas económicos se oponen a la globalización y algunos cuestionan los beneficios del libre comercio sin restricciones. Favorecen el proteccionismo y abogan por la autosuficiencia. Según Raymond Leslie Buell en su libro "Relaciones Internacionales", los nacionalistas económicos defienden la idea de que los mercados deben estar subordinados al Estado y servir a sus intereses, como proporcionar seguridad nacional y acumular poder militar. Además, la doctrina del mercantilismo es una variante destacada del nacionalismo económico.
Los nacionalistas económicos tienden a ver el comercio internacional como un juego de suma cero, donde el objetivo es obtener ganancias relativas en lugar de mutuas.
El nacionalismo económico tiende a enfatizar la industrialización (y a menudo apoya a las industrias con el respaldo del Estado), debido a la creencia de que la industria tiene efectos positivos de derrame en el resto de la economía, mejora la autosuficiencia y autonomía política del país, y es un aspecto crucial en la construcción del poder militar.

## Ejemplos recientes
Ejemplos de nacionalismo o patriotismo económico pueden ser la Escuela americana de Henry Clay, el uso del MITI por Japón para «elegir ganadores y perdedores», la imposición de Malasia de control de disposición de capitales durante la crisis asiática de 1997, el cambio controlado del yuan en China, la política de Argentina sobre aranceles y devaluación de la moneda en la Crisis económica Argentina del 2001, y el uso de aranceles por los Estados Unidos para proteger la producción interior de acero.
Estos ejemplos se hicieron más visibles desde 2005 y 2006 con la intervención de varios gobiernos para prevenir la adquisición de empresas nacionales por empresas extranjeras:
- La proyectada adquisición de Arcelor (Francia y Luxemburgo) por Mittal (India).[5]
- El fallido intento del gobierno italiano de prevenir la adquisición de Banca Antonveneta (Italia) por ABN AMRO (Países Bajos).[6]
- La clasificación de Danone (Francia) como una industria estratégica para impedir una potencial adquisición por PepsiCo (EE. UU.).[7]
- La bloqueada adquisición de Autostrade, un operador de autopistas italiano por la compañía española Abertis.[8]
- La propuesta adquisición de ENDESA (España) por E.ON (Alemania) en respuesta a la de Gas Natural (España),[9] y que terminó con la adquisición por la eléctrica italiana Enel.
- La adquisición propuesta de SUEZ (Francia) por Enel (Italia), y el contraataque de Gaz de France (Francia).[10]
- La oposición del Congreso de los Estados Unidos a la adquisición de Unocal (EE. UU.) por CNOOC (China), y la subsiguiente adquisición por Chevron (EE. UU.).[11]
- Oposición política a vender la gestión de los seis principales puertos de Estados Unidos a la compañía DP World (Emiratos Árabes Unidos) en 2006.
- Legislación restrictiva al acceso de compañías extranjeras a los recursos naturales y a determinadas empresas de Rusia, a comienzos del 2007.

El fenómeno moderno de la Unión Europea ha contribuido en parte a un resurgimiento reciente del nacionalismo económico. En general, Europa Occidental se ha vuelto más globalizada desde el final de la Segunda Guerra Mundial, adoptando la integración económica e introduciendo el euro. Esto ha tenido impactos económicos positivos, como aumentos salariales constantes. Sin embargo, desde la década de 1990 hasta la Gran Recesión, ha habido una creciente desconfianza en este sistema globalizado. Ante las crecientes desigualdades de ingresos y poca protección contra los acontecimientos económicos naturales, muchos europeos han comenzado a abrazar el nacionalismo económico. Esto se debe a que los nacionalistas europeos modernos perciben que la economía de su nación se está globalizando en general a expensas de su propio estatus económico.
Aunque algunas naciones europeas se vieron afectadas de manera diferente, aquellas que experimentaron una mayor exposición al comercio con China tendieron a moverse significativamente hacia la derecha políticamente y generalmente apoyaron políticas más nacionalistas y proteccionistas. Incluso las industrias que no experimentaron un aumento de la exposición al choque del comercio con China también se inclinaron hacia políticas de derecha. Esto demuestra que, si bien algunos votantes cambiaron su apoyo político debido a sus condiciones económicas empeoradas, muchos votantes optaron por políticas de derecha debido a una reacción generalizada en toda la comunidad al choque del comercio con China. Aunque el shock ocurrió en la década de 1980, sus efectos económicos siguen impactando en el electorado europeo hasta hoy. En particular, el voto del Brexit mostró el impacto que este shock tuvo en el electorado, ya que las regiones más afectadas por el choque del comercio con China aún eran débiles económicamente (en términos de PIB per cápita) en comparación con otras regiones como Londres, incluso más de una década después. Existe una fuerte correlación positiva entre las regiones más afectadas por el choque del comercio con China y un aumento en los votos a favor de abandonar la Unión Europea.
La inmigración juega un papel importante en las políticas de los nacionalistas económicos modernos. Con una considerable afluencia de inmigrantes, especialmente de partes de Europa del Este y Oriente Medio, aquellos que se inclinan hacia el nacionalismo económico sienten que su identidad nacional y su cultura se han diluido debido a la creciente inmigración. Aunque estudios han demostrado mejoras marginales tanto en el empleo como en los salarios de los nativos cuando compiten con los inmigrantes.
El impacto del avance de Europa hacia una economía globalizada ha llevado a la aprobación de políticas nacionalistas y al respaldo de partidos populistas de derecha que generalmente defienden posturas nacionalistas y conservadoras socialmente - aunque también ha habido un crecimiento en el apoyo a partidos populistas de izquierda, como Podemos en España y Syriza en Grecia. Dichos partidos han formado gobiernos en varios países europeos, incluidos Polonia (Ley y Justicia), Hungría (Fidesz) y, en cierta medida, el Reino Unido, donde el Partido Conservador, encabezado por el primer ministro Boris Johnson, ha absorbido la gran mayoría del apoyo del Partido de la Independencia del Reino Unido desde el Brexit. Este es un ejemplo destacado del aumento del nacionalismo y la antiglobalización, ya que el Brexit, resultado de campañas prolongadas por parte de UKIP y la facción euroescéptica de los Conservadores para un referéndum nacional, es considerado por muchos opositores como una manifestación del nacionalismo económico (y social) y, en general, del populismo de derecha. Sin embargo, la mayoría de las encuestas de opinión en el Reino Unido desde el Brexit han mostrado apoyo a la reincorporación a la UE o a detener el proceso del Brexit durante el período 2016-2020, en parte debido a los impactos económicos del acuerdo acordado entre la UE y el Reino Unido.

## Críticas
Economistas estadounidenses como Raymond Leslie Buell criticaron el nacionalismo económico, argumentando que contribuía a la competencia y la guerra entre estados, ya que se motivaban a anexar territorios que contenían recursos, mercados y puertos marítimos.
La preferencia del consumidor por bienes locales otorga a los productores locales un poder de monopolio, lo que les permite aumentar los precios para extraer mayores ganancias. Por ejemplo, una política proteccionista en Estados Unidos impuso aranceles a los automóviles extranjeros, otorgando poder de mercado a los productores locales (como Ford y GM) que les permitió aumentar el precio de los automóviles, lo cual afectó negativamente a los consumidores estadounidenses que tenían menos opciones y precios más altos. Los bienes producidos localmente pueden atraer un recargo si los consumidores muestran preferencia hacia ellos, por lo que las empresas tienen incentivos para hacer pasar los bienes extranjeros como productos locales si los bienes extranjeros tienen costos de producción más baratos que los locales.